# Ministerio de Infraestructura (Argentina)
El Ministerio de Infraestructura de la República Argentina fue un organismo dependiente del Poder Ejecutivo Nacional dedicado a administrar los sectores de Transporte, Obras Públicas y Comunicaciones. Fue creado por el presidente Javier Milei mediante la modificación de la ley de ministerios el 10 de diciembre de 2023 y disuelto el 23 de febrero de 2024 para fusionarse con el Ministerio de Economía.

## Historia
Antes de la creación del Ministerio de Infraestructura, las áreas de Transporte y Obras Públicas tenían rango ministerial, mientras que Comunicación ya era una secretaría. En 2023, a través del primer decreto de necesidad y urgencia firmado por el presidente Javier Milei, se creó la cartera de Infraestructura, que integró todos los organismos anteriores. 
El 21 de noviembre de 2023, el empresario y contador Guillermo Ferraro confirmó que sería el primer ministro del nuevo organismo. El 10 de diciembre de ese mismo año juró en su cargo.
Aunque se preveía que Infraestructura también contenga las áreas de Energía y Minería, finalmente se confirmó que las mismas dependerán del Ministerio de Economía. 
El 26 de enero de 2024 el ministro de Economía, Luis Caputo, mediante una conferencia de prensa confirmó que se haría cargo de las competencias del Ministerio de Infraestructura tras la renuncia del ministro Guillermo Ferraro. El ministerio fue disuelto finalmente y las secretarias pasaron a depender de Economía.

## Estructura
El Ministerio de Infraestructura se organiza de la siguiente forma:
- Unidad Gabinete de Asesores
- Secretaría de Coordinación Administrativa
  - Subsecretaría Legal
  - Subsecretaría de Gestión Administrativa
- Secretaría de Desarrollo Territorial, Hábitat y Vivienda
  - Subsecretaría de Hábitat y Vivienda
  - Subsecretaría de Desarrollo Territorial
  - Subsecretaría de Integración Socio-urbana
- Secretaría de Obras Públicas
  - Subsecretaría de Obras y Servicios
  - Subsecretaría de Recursos Hídricos
- Secretaría de Transporte
  - Subsecretaría de Puertos y Vías Navegables
  - Subsecretaría de Transporte Automotor
  - Subsecretaría de Transporte Ferroviario
  - Subsecretaría de Transporte Aéreo
- Secretaría de Comunicaciones y Conectividad
  - Subsecretaría de Políticas de Comunicaciones y Conectividad
  - Subsecretaría de Planeamiento de Comunicaciones y Conectividad
- Secretaría de Concesiones
  - Subsecretaría de Análisis y Desarrollo de Proyectos
  - Subsecretaría de Licitación de Proyectos
  - Subsecretaría de Fiscalización y Control

Organismos Desconcentrados
- Instituto Argentino del Transporte
- Unidad Ejecutora de la Obra de Soterramiento del Corredor Ferroviario Caballito-Moreno de la Línea Sarmiento
- Instituto Nacional de Prevención Sísmica

Organismos Descentralizados
- Junta de Seguridad en el Transporte
- Ente Nacional de Control y Gestión de la Vía Navegable
- Administración Nacional de Aviación Civil
- Comisión Nacional de Regulación del Transporte
- Agencia Nacional de Seguridad Vial
- Organismo Regulador del Sistema Nacional de Aeropuertos
- Dirección Nacional de Vialidad
- Tribunal de Tasaciones de la Nación
- Ente Nacional de Obras Hídricas de Saneamiento
- Organismo Regulador de Seguridad de Presas
- Instituto Nacional del Agua

Empresas y Entes del Sector Público Nacional
- Correo Oficial de la República Argentina S.A.
- Empresa Argentina de Soluciones Satelitales S.A.
- Ferrocarriles Argentinos S.A.
- Operadora Ferroviaria S.A.
- Administración de Infraestructuras Ferroviarias S.A.
- Desarrollo del Capital Humano Ferroviario S.A.
- Belgrano Cargas y Logística S.A.
- Administración General de Puertos S.A.
- Empresa Argentina de Navegación Aérea S.A.
- Aerolíneas Argentinas S.A.
- Intercargo S.A.C.
- Playas Ferroviarias de Buenos Aires S.A.
- Agencia de Planificación
- Ente Regulador de Agua y Saneamiento
- Aguas y Saneamientos Argentinos S.A.
- Autoridad de Cuenca Matanza Riachuelo
- Corredores Viales S.A.
- Entidad Binacional para el Proyecto Túnel de Baja Altura Ferrocarril Transandino Central
- Entidad Binacional para el Proyecto Túnel Internacional Paso de Agua Negra
- Entidad Binacional para el Proyecto Túnel Internacional Paso Las Leñas

## Organización
| N.º | Ministro          | Partido | Partido       | Periodo                                    | Presidente   |
| --- | ----------------- | ------- | ------------- | ------------------------------------------ | ------------ |
| 1°  | Guillermo Ferraro |         | Independiente | 10 de diciembre de 2023-5 de marzo de 2024 | Javier Milei |

| Secretarías del Ministerio de Infraestructura | Secretarías del Ministerio de Infraestructura | Secretarías del Ministerio de Infraestructura | Secretarías del Ministerio de Infraestructura |
| Secretaría                                    | Titular                                       | Inicio                                        | Final                                         |
| --------------------------------------------- | --------------------------------------------- | --------------------------------------------- | --------------------------------------------- |
| Secretaría de Obras Públicas                  | Luis Giovine                                  | 10 de diciembre de 2023                       |                                               |
| Secretaría de Transporte                      | Franco Mogetta                                | 10 de diciembre de 2023                       |                                               |
| Secretaría de Vivienda y Hábitat              | Héctor Lostri                                 | 10 de diciembre de 2023                       |                                               |
| Secretaría de Comunicaciones y Conectividad   | Ignacio Cingolani                             | 10 de diciembre de 2023                       |                                               |